# 2WEI
2WEI o 2WEI Music es un equipo de compositores fundado por Christian Vorländer y Simon Heeger a principios de 2016. El grupo tiene su base en Hamburgo, Alemania. Su música ha sido presentada en tráileres de varias películas que incluyen Wonder Woman y Darkest Hour.

## Historia
Christian Vorländer y Simon Heeger se conocían desde la universidad, aunque siguieron caminos separados. Vorländer empezó a trabajar para Hans Zimmer y Junkie XL en Los Ángeles, mientras que Heeger trabajado en empresas de música publicitaria como Mophonics y Yessian.
Vorländer regresó a Alemania en 2015, y en 2016 unieron fuerzas y formaron 2WEI, combinando sus habilidades del publicistas y de ambientación musical de películas.
Desde entonces, el grupo ha tenido un éxito continuo, vendiendo licencias de canciones para campañas publicitarias.
El dúo compositor ha visto sus pistas promovidas por varias casas de producción de tráileres y editores musicales por Position Music, la firma con la que trabajan actualmente. Hoy en día su música se utiliza para promocionar tráileres de películas de Hollywood.

## Música producida

### Tráileres de película
Tráileres de película importante incluyen: Wonder Woman, Tomb Raider, Ghost in the Shell, Guerra por el Planeta de los Simios, Valerian y la Ciudad de los mil Planetas, Darkest Hour, Mortal Engines y Hellboy.

### Publicidad
La música de 2WEI ha sido presentada en anuncios para Lufthansa, Audi, Mercedes, FILA, Samsung y más.
En 2018 se les dio el premio del León Dorado en Cannes por la mejor composición.

### Videojuegos
El 9 de enero de 2020, 2WEI y Edda Hayes presentaron un cover de la canción «Warriors» de Imagine Dragons, para promocionar el lanzamiento de la temporada 10 de League of Legends. Apareció por primera vez en la cinemática «Warriors - League of Legends (ft. 2WEI and Edda Hayes)», creada en colaboración con Blur Studios y publicada el 9 de enero de 2020 en el canal de YouTube de League of Legends.